# Elecciones legislativas de Guatemala de 1961
Las elecciones legislativas de Guatemala de 1961 se llevaron a cabo el 3 de diciembre de 1961 para elegir la mitad de los diputados del Congreso. Después de las elecciones, la alianza entre PRDN, MDN y PUD ocupó 50 de los 66 escaños. La participación electoral no superó el 44.48%.

## Resultados
| Partidos                | Votos     | %      | Escaños1961 | Total Escaños |
| ----------------------- | --------- | ------ | ----------- | ------------- |
| PRDN- MDN - PUD         | 150.948   | 50,52% | ?           | 50            |
| PRG                     | 81.500    | 27,27% | ?           | 9             |
| MLN                     | 25.102    | 8,40%  | ?           | 3             |
| DCG                     | 20.957    | 7,01%  | ?           | 4             |
| PAD                     | 20.310    | 6,80%  | 0           | 0             |
| Total votos válidos     | 298.817   | 100%   | 33          | 66            |
| Votos inválidos/nulos   | 63.247    | 17,47% |             |               |
| Participación electoral | 362.064   | 44,48% |             |               |
| Población registrada    | 814.000   |        |             |               |
| Población total         | 3.950.000 |        |             |               |
| Fuente: Nohlen 2005     |           |        |             |               |